# Vela als Jocs Olímpics d'estiu de 1936
Als Jocs Olímpics d'Estiu de 1936 celebrats a la ciutat de Berlín (Alemanya) es disputaren, com en els anteriors Jocs, quatre proves de vela esportiva. Les proves es realitzaren entre els dies 4 i 12 d'agost al port de la ciutat de Kiel i de Laboe al Kieler Förde.

## Comitès participants
Hi participaren un total de 174 regatistes, entre ells quatre dones, de 26 comitès nacionals diferents:
| - Alemanya (14) - Argentina (11) - Àustria (1) - Bèlgica (3) - Brasil (1) - Canadà (1) - Dinamarca (7) - Estats Units (17) - Estònia (1) | - Finlàndia (12) - França (14) - Hongria (1) - Itàlia (14) - Iugoslàvia (1) - Japó (3) - Noruega (14) - Països Baixos (8) - Polònia (7) | - Portugal (3) - Regne Unit (14) - Suècia (14) - Suïssa (6) - Turquia (3) - Txecoslovàquia (2) - Uruguai (1) - Xile (1) |

## Resum de medalles
| Prova                   | Or | Plata | Bronze |
| Monotip Olímpic detalls | Daan Kagchelland · Nürnberg                                                                                        | Werner Krogmann · Rostock | Peter Scott · Potsdam |
| Classe Star detalls     | Alemanya · WannseePeter Bischoff · Hans-Joachim Weise                                                              | Suècia · SunshineArvid Laurin · Uno Wallentin                                                                                       | Països Baixos · Bern IIBob Maas · Willem de Vries Lentsch                                                                |
| 6 metres detalls        | Regne Unit · LalageChristopher Boardman · Miles Bellville · Russell Harmer · Charles Leaf · Leonard Martin         | Noruega · Lully IIMagnus Konow · Karsten Konow · Fredrik Meyer · Vaadjuv Nyqvist · Alf Tveten                                       | Suècia · May BeSven Salén · Lennart Ekdahl · Martin Hindorff · Torsten Lord · Dagmar Salén                               |
| 8 metres detalls        | Itàlia · ItaliaGiovanni Reggio · Bruno Bianchi · Luigi De Manincor · Domenico Mordini · Luigi Poggi · Enrico Poggi | Noruega · SiljaOlaf Ditlev-Simonsen · Hans Struksnæs · Lauritz Schmidt · Nordahl Wallem · Jacob Tullin Thams · John Ditlev-Simonsen | Alemanya · Germania IIIHans Howaldt · Alfried Krupp · Felix Scheder-Bieschin · Eduard Mohr · Otto Wachs · Fritz Bischoff |

## Medaller
| Posició | País          | Or | Argent | Bronze | Total |
| 1       | Alemanya      | 1  | 1      | 1      | 3     |
| 2       | Regne Unit    | 1  | 0      | 1      | 2     |
| 2       | Països Baixos | 1  | 0      | 1      | 2     |
| 4       | Itàlia        | 1  | 0      | 0      | 1     |
| 5       | Noruega       | 0  | 2      | 0      | 2     |
| 6       | Suècia        | 0  | 1      | 1      | 2     |